# Gabriel de Lara
Gabriel de Lara, fue un explorador, medio español medio portugués, leal a la Corona de Portugal, del siglo XVII que fundó arrabales y villas en el sur de Brasil, fue capitán general de Paraná y fue importante en la organización inicial del poblamiento de la región paranaense de Curitiba.

## Familia
Gabriel de Lara fue un sertanista paulista, hijo del español Diego de Lara y de la paulista Antonia de Oliveira, hija a su vez de Antonio de Oliveira Gago. Desde adolescente recorría los campos con el bandeirante Antonio Pedroso de Alvarenga. En 1616 se casó con Brígida Gonçalves.

## Misiones exploradoras y fundaciones
Participó en la famosa bandeira de rescate por el río Itiberé, en cuyas márgenes fundó la villa de Paranaguá en 1648. También estuvo destinado a un puesto avanzado contra la invasión de extranjeros y la invasión de los indios carijós. El 3 de diciembre de 1641 re-fundó la villa de Nuestra Señora de Gracia del Río San Francisco, actual ciudad de San Francisco del Sur, en Santa Catarina (su origen está en la ciudad española de San Francisco de Mbiaza, o de la Vera, fundada y abandonada un siglo antes). En 1646 descubrió oro en los campos de Curitiba, y estableció las minas de Peruna, dando parte al capitán mayor de São Paulo y siendo nombrado primera autoridad de la región. 
En 1656, Lara fue nombrado capitán general gobernador de la nueva capitanía creada y tomó posesión el 15 de mayo de 1660. En 1668, Lara, el poblador, erigió la columna fundacional de Nuestra Señora de la Luz de los Pinales, asistido por un grupo original de 17 pobladores, en un sitio próximo a lo que hoy es Curitiba, cuya fundación se atribuye sin embargo a Eleodoro Ébano Pereira.
Murió en 1682
- Datos: Q3094027